# Arquidiocese de Arequipa
A Arquidiocese de Arequipa (Archidiœcesis Arequipensis) é uma circunscrição eclesiástica da Igreja Católica situada em Arequipa, Peru. Seu atual arcebispo é Javier Augusto Del Río Alba. Sua Sé é a Catedral Basílica de Arequipa.
Possui 75 paróquias servidas por 187 padres, contando com 1.295.659 habitantes, com 89% da população jurisdicionada batizada (1.153.136 batizados).

## História
A diocese de Arequipa foi erigida em 16 de abril de 1577 pela bula Apostolatus officium do Papa Gregório XIII, recebendo o território da Arquidiocese de Lima. No entanto, a ereção da diocese entrou em vigor apenas com a autorização de Papa Paulo V em 1609. Originalmente era sufragânea da Arquidiocese de Lima.
Em 1614 foi estabelecido seu perímetro diocesano. Em 1619 foi instituído o seminário diocesano, que começou a funcionar em 1622.
Em 1880, cedeu uma parte do seu território para o benefício da ereção do Vicariato Apostólico de Tarapacá (atual Diocese de Iquique). Em 20 de dezembro de 1929 cedeu outra parte do território em proveito da mesma diocese.
Em 23 de maio de 1943 foi elevada à dignidade de arquidiocese metropolitana pela bula Inter præcipuas do Papa Pio XII.
Em 18 de dezembro de 1944, em 21 de novembro de 1957 e em 5 de junho de 1962 cedeu várias partes do seu território para a ereção, respectivamente, da diocese de Tacna (atual diocese de Tacna e Moquegua) e das prelazias territoriais de Caravelí e de Chuquibamba.

## Prelados
|                     | Nome                                                 | Período     | Notas                        |
| Arcebispos          | Arcebispos                                           | Arcebispos  | Arcebispos                   |
| ------------------- | ---------------------------------------------------- | ----------- | ---------------------------- |
| 6º                  | Javier Augusto Del Río Alba                          | 2006-atual  |                              |
| 5º                  | José Paulino Ríos Reynoso                            | 2003 - 2006 |                              |
| 4º                  | Luis Sánchez-Moreno Lira †                           | 1996 - 2003 |                              |
| 3º                  | Fernando Vargas Ruíz de Somocurcio, S.J. †           | 1980 - 1996 |                              |
| 2º                  | Leonardo José Rodríguez Ballón, O.F.M. †             | 1946 - 1980 |                              |
| 1º                  | Mariano Holguín y Maldonado, O.F.M. †                | 1943 - 1945 |                              |
| Arcebispo-coadjutor |                                                      |             |                              |
|                     | Javier Augusto Del Río Alba                          | 2006        |                              |
| Bispos-auxiliares   |                                                      |             |                              |
|                     | Raúl Antonio Chau Quispe                             | 2019-atual  |                              |
|                     | Felipe María Zalba Elizalde, O.P.                    | 1980-1984   | Nomeado Bispo de Chuquibamba |
|                     | Lorenzo Unfried Gimpel, MFSC                         | 1969-1980   | Nomeado Bispo de Tarma       |
|                     | José Germán Benavides Morriberón                     | 1968-1976   |                              |
|                     | Daniel Figueroa Villón                               | 1945-1946   | Nomeado Bispo de Huancayo    |
|                     | Giuseppe Luca Barranco, O. de M.                     | 1866        |                              |
|                     | Juan Manuel Moscoso y Peralta                        | 1769-1771   | Nomeado Bispo de Córdoba     |
| Bispos              |                                                      |             |                              |
| 29º                 | Mariano Holguín y Maldonado, O.F.M. †                | 1906 - 1943 |                              |
| 28º                 | Manuel Segundo Ballón Manrique †                     | 1898 - 1906 |                              |
| 27º                 | Juan María Ambrosio Huerta Galván †                  | 1880 - 1897 |                              |
| 26º                 | Juan Benedicto Torres Romero †                       | 1868 - 1880 |                              |
| 25º                 | Juan de la Cruz Calienes Olazabal, O.F.M. †          | 1865 - 1867 |                              |
| 24º                 | Bartolomé Herrera Vélez †                            | 1859 - 1864 |                              |
| 23º                 | José Sebastian de Goyeneche y Barreda †              | 1817 - 1859 | Nomeado Arcebispo de Lima    |
| 22º                 | Luis Gonzaga de la Encina Díaz y Pereiro †           | 1805 - 1816 |                              |
| 21º                 | Pedro José Chávez de la Rosa †                       | 1786 - 1805 |                              |
| 20º                 | Miguel de Pamplona González Bassecourt, O.F.M.Cap. † | 1781 - 1784 |                              |
| 19º                 | Manuel de Abad y Illana, O.Praem. †                  | 1771 - 1780 |                              |
| 18º                 | Diego Salguero de Cabrera, C.O. †                    | 1763 - 1769 |                              |
| 17º                 | Jacinto Aguado y Chacón, C.O. †                      | 1755 - 1763 | Nomeado Bispo de Osma-Soria  |
| 16º                 | Juan González Melgarejo, C.O. †                      | 1753 - 1754 | (bispo eleito)               |
| 15º                 | Juan Bravo del Rivero y Correa, C.O. †               | 1743 - 1752 |                              |
| 14º                 | Juan Cabero y Toledo †                               | 1725 - 1741 |                              |
| 13º                 | Juan Bravo Otálora de Lagunas †                      | 1714 - 1723 |                              |
| 12º                 | Juan de Argüelles, O.S.A. †                          | 1711 - 1713 | [ 3 ]                        |
| 11º                 | Antonio de León y Becerra †                          | 1677 - 1708 |                              |
| 10º                 | Juan de la Calle y Heredia, O. de M. †               | 1674 - 1676 |                              |
| 9º                  | Juan de Almoguera, O.SS.T. †                         | 1659 - 1673 |                              |
| 8º                  | Gaspar de Villarroel, O.S.A. †                       | 1651 - 1659 | Nomeado Arcebispo de Sucre   |
| 7º                  | Pedro Ortega Sotomayor †                             | 1647 - 1651 | Nomeado Bispo de Cusco       |
| 6º                  | Agustín de Ugarte y Sarabia †                        | 1640 - 1647 | Nomeado Bispo de Quito       |
| 5º                  | Pedro de Villagómez Vivanco †                        | 1632 - 1640 | Nomeado Arcebispo de Lima    |
| 4º                  | Pedro de Perea Díaz, O.S.A. †                        | 1617 - 1630 | [ 5 ]                        |
| 3º                  | Juan de las Cabezas Altamirano, O.P. †               | 1615        | (bispo eleito)               |
| 2º                  | Cristóbal Rodríguez Juárez, O.P. †                   | 1612 - 1613 |                              |
| 1º                  | Antonio de Hervías, O.P. †                           | 1577 - 1579 | Nomeado Bispo de Verapaz     |
| Bispo-coadjutor     |                                                      |             |                              |
|                     | Manuel Segundo Ballón Manrique                       | 1896-1898   |                              |